# Zaborze (rejon głębocki)
Zaborze (biał. Забор’е; ros. Заборье) – wieś na Białorusi, w obwodzie witebskim, w rejonie głębockim, w sielsowiecie Plissa.
Siedziba parafii prawosławnej; znajduje się tu cerkiew pw. św. Mikołaja Cudotwórcy z 1914 r.

## Historia
W czasach zaborów wieś w gminie Głębokie, w powiecie dzisieńskim, w guberni wileńskiej Imperium Rosyjskiego.
W latach 1921–1945 wieś i folwark leżały w Polsce, w województwie wileńskim, w powiecie dziśnieńskim, w gminie Głębokie, od 1929 w gminie Plisa.
Według Powszechnego Spisu Ludności z 1921 roku zamieszkiwało:
- wieś – 254 osoby, 57 było wyznania rzymskokatolickiego, 183 prawosławnego, 6 mojżeszowego, a 8 mahometańskiego. Jednocześnie 52 mieszkańców zadeklarowało polską przynależność narodową, 202 białoruską. Było tu 51 budynków mieszkalnych[3]. W 1931 w 55 domach zamieszkiwało 275 osób[4].
- folwark – 7 osób, wszystkie były wyznania rzymskokatolickiego i zadeklarowały polską przynależność narodową. Był tu 1 budynek mieszkalny[3]. W 1931 w 1 domu zamieszkiwały 3 osoby[4].

Wierni należeli do parafii rzymskokatolickiej w Głębokiem i miejscowej prawosławnej. Miejscowość podlegała pod Sąd Grodzki w Głębokiem i Okręgowy w Wilnie; właściwy urząd pocztowy mieścił się w Głębokiem.
W wyniku napaści ZSRR na Polskę we wrześniu 1939 miejscowość znalazła się pod okupacją sowiecką. 2 listopada została włączona do Białoruskiej SRR. Od czerwca 1941 roku pod okupacją niemiecką. W 1944 miejscowość została ponownie zajęta przez wojska sowieckie i włączona do Białoruskiej SRR.
Od 1991 w składzie niepodległej Białorusi.